# Major League Lacrosse
Major League Lacrosse (MLL) je nejvyšší severoamerická klubová soutěž ve venkovní variantě lakrosu.
Založili ji v roce 1999 Jake Steinfeld, Dave Morrow a Tim Robertson, trofej pro vítěze se proto jmenuje Steinfeldův pohár. První ročník se uskutečnil v roce 2001 za účasti šesti týmů, v roce 2006 počet stoupl na deset mužstev, od roku 2009 jich hrálo opět šest a od roku 2012 má liga osm účastníků. Soutěž je uzavřená a funguje na principu franšízingu. Všech osm účastníků ročníku 2015 je z USA, jediný kanadský zástupce Hamilton Nationals je od roku 2013 neaktivní. Liga se hraje od dubna do srpna systémem každý s každým doma a venku, čtyři nejlepší týmy celkového pořadí postupují do play-off hraného na jediný zápas.
Liga je oficiálně profesionální, ale průměrné návštěvy činí pouze okolo pěti až šesti tisíc diváků na zápas a platy hráčů se pohybují mezi 10 000 a 25 000 dolary ročně, takže jsou de facto poloprofesionály. (Pro srovnání: Major League Baseball má průměrnou návštěvnost přes 30 000 lidí na zápas a hráči vydělávají průměrně přes čtyři miliony dolarů.)

## Účastníci
- Boston Cannons (od 2001)
- Charlotte Hounds (od 2012)
- Chesapeake Bayhawks (od 2001, do roku 2006 jako Baltimore Bayhawks, do 2009 jako Washington Bayhawks)
- Denver Outlaws (od 2006)
- Florida Launch (od 2014)
- New York Lizards (od 2001, do roku 2012 jako Long Island Lizards)
- Ohio Machine (od 2012)
- Rochester Rattlers (od 2001)
- Atlanta Blaze (od 2016)

### Bývalí účastníci
- Philadelphia Barrage (2001-2008, do 2003 jako Bridgeport Barrage)
- New Jersey Pride (2001-2008)
- Los Angeles Riptide (2006-2008)
- San Francisco Dragons (2006-2008)
- Chicago Machine (2006-2010)
- Hamilton Nationals (2009-2013, do 2011 jako Toronto Nationals)

## Finálové zápasy
- 2001 Long Island Lizards 15 : 11 Baltimore Bayhawks
- 2002 Baltimore Bayhawks 21 : 13 Long Island Lizards
- 2003 Long Island Lizards 15 : 14 pp Baltimore Bayhawks
- 2004 Philadelphia Barrage 13 : 11 Boston Cannons
- 2005 Baltimore Bayhawks 15 : 9 Long Island Lizards
- 2006 Philadelphia Barrage 23 : 12 Denver Outlaws
- 2007 Philadelphia Barrage 16 : 13 Los Angeles Riptide
- 2008 Rochester Rattlers 16 : 6 Denver Outlaws
- 2009 Toronto Nationals 10 : 9 Denver Outlaws
- 2010 Chesapeake Bayhawks 13 : 9 Long Island Lizards
- 2011 Boston Cannons 10 : 9 Hamilton Nationals
- 2012 Chesapeake Bayhawks 16 : 6 Denver Outlaws
- 2013 Chesapeake Bayhawks 10 : 9 Charlotte Hounds
- 2014 Denver Outlaws 12 : 11 Rochester Rattlers
- 2015 New York Lizards 15 : 12 Rochester Rattlers
- 2016 Denver Outlaws 19 : 18 Ohio Machine